# Miejski Klub Sportowy Dąbrowa Górnicza 2013-2014
Questa voce raccoglie le informazioni riguardanti il Miejski Klub Sportowy Dąbrowa Górnicza nelle competizioni ufficiali della stagione 2013-2014.

## Organigramma societario
Area direttiva
- Presidente: Robert Koćma

Area tecnica
- Allenatore: Waldemar Kawka (fino a novembre 2013), Nicola Negro (da novembre 2013)

## Rosa
| N° | Nome                  | Ruolo | Data di nascita   | Nazionalità sportiva |
| -- | --------------------- | ----- | ----------------- | -------------------- |
| 1  | Katarzyna Urban       | S     | 30 ottobre 1987   | Polonia              |
| 2  | Joanna Staniucha      | S     | 5 dicembre 1981   | Polonia              |
| 3  | Aleksandra Liniarska  | C     | 21 dicembre 1981  | Polonia              |
| 4  | Bozena Wylezek        | C     | 12 febbraio 1996  | Polonia              |
| 5  | Natalia Brussa        | S/O   | 13 febbraio 1985  | Italia               |
| 6  | Eleonora Staniszewska | C     | 25 ottobre 1978   | Polonia              |
| 7  | Wélissa Gonzaga       | S     | 9 settembre 1982  | Brasile              |
| 8  | Katarzyna Zaroślińska | S/O   | 3 febbraio 1987   | Polonia              |
| 9  | Özge Kırdar           | P     | 26 giugno 1985    | Turchia              |
| 10 | Krystyna Tkaczewska   | L     | 24 luglio 1987    | Polonia              |
| 11 | Anna Kaczmar          | P     | 26 settembre 1985 | Polonia              |
| 13 | Marina Katić          | P     | 1º ottobre 1983   | Croazia              |
| 14 | Rachael Adams         | C     | 3 giugno 1990     | Stati Uniti          |
| 16 | Elżbieta Nykiel       | S     | 6 luglio 1983     | Polonia              |